# Batangsaren
Batangsaren is een bestuurslaag in het regentschap Tulungagung van de provincie Oost-Java, Indonesië. Batangsaren telt 7209 inwoners (volkstelling 2010).